# Сражение у Албролоса
Сражение у Албро́льоса (исп. Batalla de los Abrojos) — битва между испано-португальским и голландским флотами, состоявшаяся 10 августа 1631 года у берегов Баии в Бразилии в рамках голландско-португальской войны. Шестичасовой морской бой завершился победой испано-португальского флота под командованием адмирала Окендо.

## Предыстория
5 мая 1631 года испанский адмирал Окендо отбыл из Лиссабона с флотом из 20 кораблей. Он вез подкрепления в Параибу, Пернамбуку и Баию. На обратном пути в Португалию он должен был сопровождать корабли, груженные сахаром, вдоль берегов Баии. Как только голландцам стало известно о прибытии испанского флота, они послали флот под командованием Адриана Патера в тот регион. Наконец, 12 сентября два флота встретились в районе рифов.

## Силы сторон
Флот Де Окендо, покинувший бухту Тодуз-ус-Сантус, включал в себя:
- испанские корабли:
  - 44-пушечный 900-тонный флагман Santiago de Oliste
  - 28-пушечный 700-тонный вице-флагман San Antonio
  - 30-пушечный Nuestra Señora de la Concepción
  - 28-пушечный Nuestra Señora del Buen Suceso
  - 26-пушечный Nuestra Señora de la Anunciada
  - 24-пушечный San Carlos
  - 22-пушечный San Buenaventura
  - 20-пушечный San Blas
  - 20-пушечный San Francisco
  - 20-пушечный San Pedro
  - 18-пушечный San Bartolomé
  - 18-пушечный San Martín
  - 10-пушечный реквизированный французский пинас Lion Doré, переименованный в San Antonio
  - 8-пушечный реквизированный французский пинас Saint Pierre, переименованный в San Pedro
- португальские корабли:
  - 28-пушечный São Jorge
  - 20-пушечный Santiago
  - 19-пушечный São João Baptista
  - 18-пушечный Nossa Senhora dos Prazeres (Maior)
  - 18-пушечный Nossa Senhora dos Prazeres (Menor)
  - невооружённый Nossa Senhora da Boa Nova
  - невооружённый Nossa Senhora do Rozário
  - невооружённый Santo António
  - невооружённый Santa Cruz
  - невооружённый São Jerónimo

Флот защищал 10 невооружённых каравелл, перевозивших 1200 солдат-неаполитанцев, предназначенных для усиления гарнизонов Параибы, и 20 торговых судов с сахаром. Корабли проходили в близости от рифов Алброльос, (в 200 милях от побережья Бразилии, около 18 градусов южной широты), когда вечером 11 сентября были замечены голландским флотом адмирала Патера.
Голландский флот включал:
- 46-пушечный 1000-тонный флагман Prins Willem
- 50-пушечный 800-тонный вице-флагман Geunieerde Provintien
- 38-пушечный Provincie Ultrecht
- 34-пушечный Walcheren
- 32-пушечный Griffoen
- 32-пушечный Groeningen
- 30-пушечный Холландия
- 30-пушечный Oliphant
- 28-пушечный Amersfoort
- 28-пушечный Goeree
- 26-пушечный Mercurius
- 24-пушечный Dordrecht
- 22-пушечный Medemblik
- 20-пушечный Fortuijn
- 20-пушечный Wapen Van Hoorn
- 14-пушечный Niew Nederlandt[1].

## Битва
С рассветом голландский адмирал вызвал своих капитанов для инструкций, после чего они выпили пива за успех сражения. Патер сформировал свой флот в две линии и использовал северо-восточный бриз, чтобы сблизиться с флотом противника. 17 испанских и португальских галеонов встали в порядок полумесяца между врагом и конвоя, Anunciada, Buenaventura, San Carlos и San Bartolomé располагались кормой к противнику. Бой начался около полудня, когда испанский San Antonio вице-адмирала де Валесильи открыл огонь по Thijssen и Geunieerde Provintien. Приблизительно 15 минут спустя флагман де Окендо и четыре других галеона открыли огонь по флагману Патера. Противники сблизились, порядки смешались, и бой перешёл в тесную «сцепку» судов. обстреливающих друг друга. Самый маленький португальский галеон Nossa Senhora dos Prazeres капитана Косме Коуту де Барбозы пытался поддержать огнём Santiago de Oliste, но попал под перекрестный огонь голландских Prins Willem и Walcheren и затонул. Его место в строю занял гораздо более мощный Concepción капитана Хуана де Прадо.
В конце концов, около 4:00 после полудня удачные выстрел с Santiago de Oliste вызвал пожар на борту Prins Willem. Испанский адмирал приказал сблизиться с ним и стрелять из мушкетов по голландскому экипажу, чтобы помешать ему потушить пожар. Пламя разгоралось, и Prins Willem пошёл ко дну вместе с адмиралом Патером. Испанский вице-флагман San Antonio к тому времени также загорелся и был оставлен экипажем, а его голландский противник Provincie Ultrecht затонул.
Остальные голландские суда стали выходить из боя, переходя на стрельбу с дальней дистанции. Испанцы ответили тем же.

## Результаты
День закончился испанской победой, хотя их потери оказались большими, чем у противника. Тем не менее голландцы не стали возобновлять сражение на следующий день и предпочли удалиться обратно в Ресифи для ремонта.
Де Окендо тем временем доставил подкрепления по назначению и сопроводил суда с сахаром в Европу. Голландский гарнизон в Пернамбуку впоследствии был эвакуирован и перемещен в Ресифи для усиления обороны города.